# 브리짓 윌슨
브리짓 윌슨(Bridgette Wilson, 1973년 9월 25일 ~ )은 미국의 배우 및 가수이다.

## 출연 작품
- 모탈 컴뱃
- 익스트림OPS
- 웨딩플래너
- 헌티드 힐